# Židovský hřbitov ve Vrchlabí
Židovský hřbitov ve Vrchlabí byl součástí městského hřbitova ve Vrchlabí. Zanikl po druhé světové válce.

## Historie
Do roku 1910 vrchlabští Židé pohřbívali své příbuzné na židovském hřbitově v Hořicích. Roku 1910 vznikla podle návrhu vrchlabského stavitele Kleofáše Hollmana židovská část hřbitova. Na konci první republiky se zde nacházelo asi 40 hrobů. Během období protektorátu byl hřbitov sice soustavně devastován, avšak byl ušetřen. 9. května 1945 zde gestapo popravilo a pohřbilo zastřelit šest ruských zajatců. 
Po druhé světové válce město prodalo náhrobky a místo zplanýrovalo, aby uvolnilo prostor pro urnový háj. 

## Popis
Kleofáš Hollman zde navrhl osm hrobek v hodní části a několik desítek hrobů pod nimi. Podobu a plánek hřbitova zaznamenal za války neznámý úředník. Dokument je uložen v archivu v Trutnově.